# Herzan von Harras

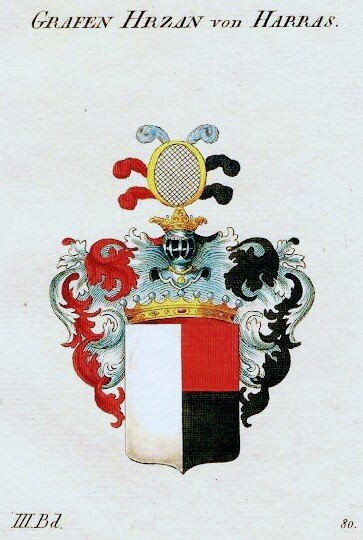
Wappen derer Grafen Hrzan von Harasov (Herzan von Harras)

Herzan von Harasov (auch Hrzan von Harras bzw. Harrasow, tschechisch Hrzán z Harasova) war ein böhmisches Adelsgeschlecht. Es ist zu unterscheiden von dem thüringischen Adelsgeschlecht Harras. 

## Geschichte
Die herrschaftliche Familie, die zu böhmischen Uradel zählte, wurde ab der zweiten Hälfte des 14. Jahrhunderts erwähnt. Sie stammte aus dem gleichnamigen Ort mit der Burg Harasov in der Gegend von Kokorschin. Im 16. Jahrhundert teilte sich das Geschlecht in mehrere Linien auf. Den Beschlagnahmungen nach der Schlacht am Weißen Berg waren sie durch Bestechung der Familie Liechtenstein entgangen. Am 3. November 1650 wurden sie in den böhmischen Freiherrenstand erhoben. 1666 erhob der böhmische Landesherr Kaiser Leopold I. seinen Kämmerer Johann Adam Herzan von Haras in den erblichen Reichsgrafenstand. Einige Mitglieder der Familie hatten Landes- und Hofämter inne. Das Geschlecht ist mit Franz Graf Herzan von Harras († 1842) im Mannesstamm erloschen.

## Persönlichkeiten
- Adam Herzan von Harras († 11. Januar 1619),[2] von 1605 bis 1615 Burggraf des Königgrätzer Kreises, Herr der Herrschaft Rothenaus. Durch seine Sparsamkeit und sein finanzielles und politisches Geschick sicherte und vermehrte er das Vermögen der Familie. So galt er seinerzeit als einer der größten Geldverleiher, zu dessen Klienten fast alle Adelsfamilien gehörten.
- Johann Adam Reichsgraf Herzan von Harras (1625–1681), kaiserlicher Rat, Kämmerer, Oberstlandjägermeister im Königreich Böhmen.[3][4]
- Sigmund Valentin Herzan von Harras († 1726 in Prag), kaiserlicher Geheimrat und Kammerpräsident in Böhmen[5]
- Franziskus von Paula Herzan von Harras (1755–1804), Kurienkardinal
- Theresia Herzan von Harras (1730–1799), Äbtissin des Klosters St. Marienthal, Schwester des Vorigen

## Besitztümer
- Burg Houska
- Kokorschin
- Mileschau
- Ronburg
- Rothenhaus
- Lanšperk